# Breakout Festiwal 2007 – Wysłuchaj mojej pieśni Panie
Breakout Festiwal 2007 – Wysłuchaj mojej pieśni Panie – płyty CD i DVD wydane w styczniu 2009 roku, poświęcone pamięci Tadeusza Nalepy oraz Miry Kubasińskiej.
Zawierają one utwory zarejestrowane w Hali Podpromie, w mieście, w którym wychował się nestor polskiego bluesa – Rzeszowie, gdzie 19 czerwca 2007 roku odbyło się specjalne widowisko upamiętniające tych dwoje artystów.

## Widowisko "Breakout Festiwal"
Pomysłodawcą i twórcą (produkcja, scenariusz, reżyseria) widowiska telewizyjnego „Breakout Festiwal - Wysłuchaj mojej pieśni panie” był Tomasz Paulukiewicz- wieloletni współpracownik Tadeusza Nalepy (w drugiej połowie lat 80. road manager i konferansjer jego koncertów); autor m.in. Breakout wraca do domu oraz 60 urodziny Tadeusza Nalepy. Impreza odbyła się trzy miesiące po śmierci Nalepy i została zarejestrowana przez TVP, na antenach której była wielokrotnie emitowana.   
Wystąpiły takie gwiazdy polskiej sceny muzycznej jak Artur Gadowski, Kasia Kowalska, Maciej Maleńczuk, Perfect, 1984, Paweł Kukiz, Ewa Bem Nie-bo, Dżem, Józef Skrzek, Adam Assanow i syn artystów – Piotr Nalepa.
Podczas widowiska nie tylko były prezentowane utwory skomponowane przez Tadeusza Nalepę, ale  konferansjer, którym był Tomasz Paulukiewicz, opowiedział również o jego oraz Miry Kubasińskiej życiu i twórczości. Całość na telebimach była ilustrowana archiwalnymi zdjęciami oraz wspomnieniowymi wypowiedziami artystów, dziennikarzy i fanów.    
Materiał nagrany przez TVP podczas tego koncertu został wydany na płytach DVD i CD przez Metal Mind Production w roku 2009- nie znalazły się na nich wszystkie utwory wykonane podczas jego trwania.        
W latach 2008 i 2009 Tomasz Paulukiewicz organizował „Breakout Festiwal” w Cieszanowie.

## Lista utworów
źródło:.
| DVD - Artur Gadowski 1. „Daję ci próg” 2. „Na drugim brzegu tęczy” 3. „Koło mego okna” - Kasia Kowalska 1. „Gdybyś kochał, hej!” 2. „Poszłabym za tobą” 3. „W co mam wierzyć” - Maciej Maleńczuk 1. „Nocą puka ktoś” 2. „Dzisiejszej nocy” 3. „Oni zaraz przyjdą tu” - Perfect 1. „Powiedzmy to” 2. „Gdybym był wichrem” 3. „Modlitwa” - 1984 1. „Wielki ogień” - Paweł Kukiz 1. „Takie moje miasto jest” 2. „Anna” - Nie-Bo 1. „Chciałabym być słońcem” 2. „Do kogo idziesz” - Dżem 1. „Nauczyłem się niewiary” 2. „Pójdziesz tylko z cieniem” 3. „Ten o tobie film” - Dżem + Józef Skrzek 1. „Jedź ostrożnie, nie popędzaj kół” 2. „Co się stało kwiatom” | CD 1 - Artur Gadowski 1. „Daję ci próg” 2. „Na drugim brzegu tęczy” 3. „Koło mego okna” - Kasia Kowalska 1. „Gdybyś kochał, hej!” 2. „Poszłabym za tobą” 3. „W co mam wierzyć” - Maciej Maleńczuk 1. „Nocą puka ktoś” 2. „Dzisiejszej nocy” 3. „Oni zaraz przyjdą tu” - Perfect 1. „Powiedzmy to” 2. „Gdybym był wichrem” 3. „Modlitwa” | CD 2 - 1984 1. „Wielki ogień” - Paweł Kukiz 1. „Takie moje miasto jest” 2. „Anna” - Nie-bo 1. „Chciałabym być słońcem” 2. „Do kogo idziesz” - Dżem 1. „Nauczyłem się niewiary” 2. „Pójdziesz tylko z cieniem” 3. „Ten o tobie film” - Dżem + Józef Skrzek 1. „Jedź ostrożnie, nie popędzaj kół” 2. „Co się stało kwiatom” |

## Twórcy
źródło:.

- Maciej Balcar
- Janusz Borzucki
- Artur Gadowski
- Michał Jurkiewicz
- Tomasz Kiersnowski
- Kasia Kowalska
- Dariusz Kozakiewicz
- Krzysztof "Flipper" Krupa
- Jacek Krzaklewski
- Paweł Kukiz
- Piotr "Mizerny" Liszcz
- Jean Lubera
- Robert Lubera
- Maciej Maleńczuk
- Grzegorz Markowski
- Mariusz "Fazi" Mielczrek
- Piotr Nalepa
- Adam Otręba
- Beno Otręba
- Józef Skrzek
- Jerzy Styczyński
- Zbigniew Szczerbiński
- Piotr Szkudelski
- Robert Tuta
- Piotr Urbanek
- Piotr "Quentin" Wojtanowski